# Veliki rit (Novi Sad)
Pour l’article homonyme, voir Veliki rit.
Veliki rit (en serbe cyrillique : Велики рит) est un quartier de Novi Sad, la capitale de la province autonome de Voïvodine, en Serbie.
En serbe, Veliki rit signifie « le grand marécage ».

## Localisation

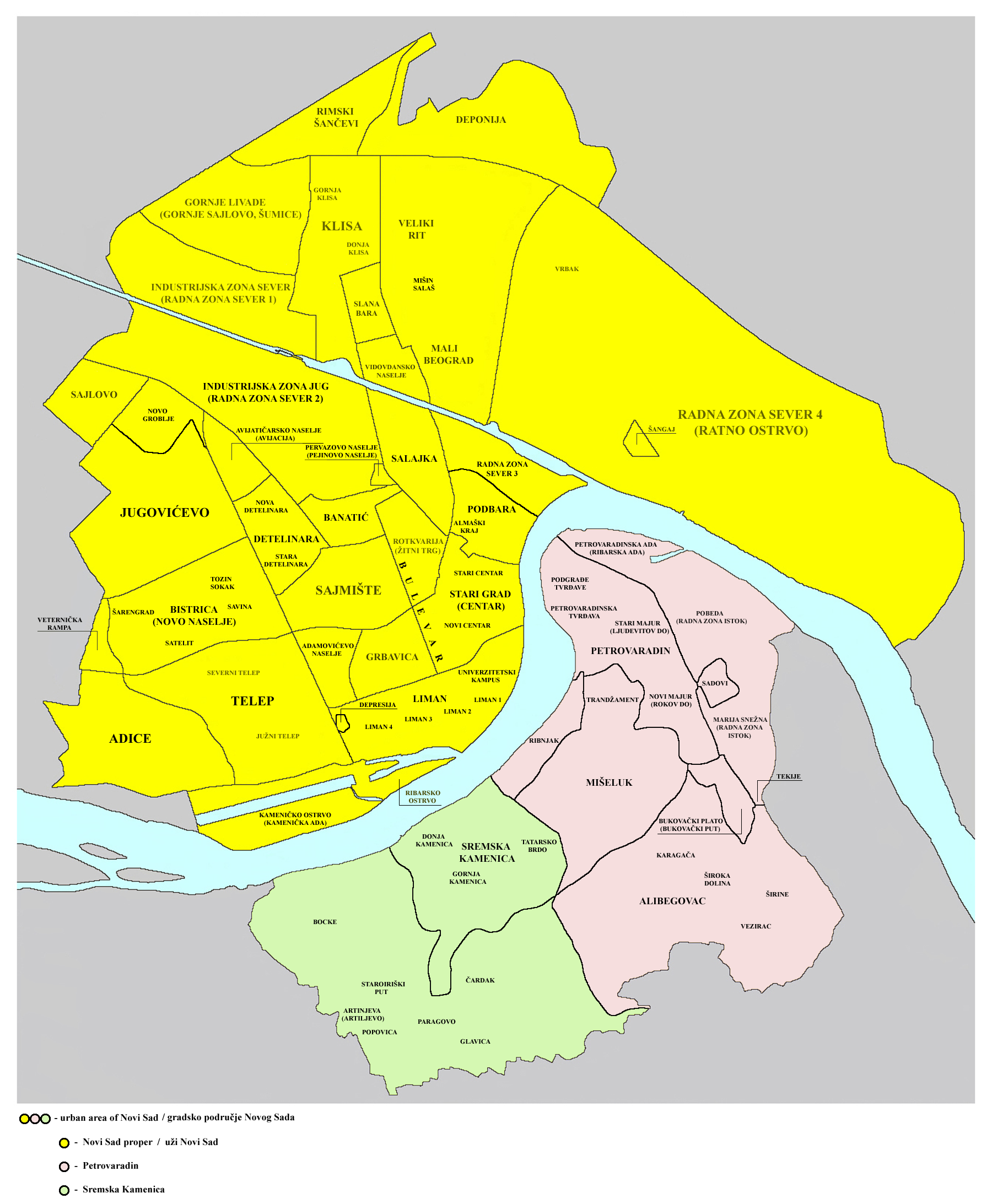
Localisation du quartier dans la zone urbaine de Novi Sad

Veliki rit se trouve dans la périphérie nord de la ville, à l'est du Temerinski put (la « route de Temerin »). Le quartier est entouré par ceux de Klisa et de Slana bara à l'ouest, par ceux de ceux de Mišin salaš et Mali Beograda au sud, par la décharge municipale de Deponija au nord et, à l'est, par la Zone d'activités Nord IV.
Sur le plan administratif, le quartier est partagé entre les communautés locales de Klisa (au nord) et de Vidovdansko naselje (au sud). 

## Histoire
Le quartier de Veliki rit est construit à l'emplacement d'un ancien méandre du Danube et, jusqu'à une époque récente, il était régulièrement évacué au moment des crues et des inondations du fleuve. Des bâtiments à usage industriel et commercial y furent installés, notamment des entrepôts pour le stockage des marchandises.
Dans la partie sud, autour de ces installations, fut construit un ensemble chaotique de maisons précaires en pisé, en bois, en tôle et réalisées avec des matériaux récupérés dans les déchets municipaux ; s'y installèrent surtout des Roms. Dans la partie septentrionale furent construits de nouveaux bâtiments résidentiels insérés dans espace urbain plus structuré.

## Population
La partie sud de Veliki rit est principalement constituée par un bidonville habité par des Roms. Selon le Centre pour les droits des minorités, en 2005, dans ce quartier vivaient environ 2 500 habitants, dont 70 à 90 % venaient du Kosovo et de l'extrême sud de la Serbie. Selon l'organisation non gouvernementale internationale Human Rights Watch, 350 familles roms vivent à Veliki rit, dont 150 sont réfugiées du Kosovo ; dans le quartier vivent également 30 familles d'Ashkalis, elles aussi réfugiées du Kosovo.

## Associations et religion
Le quartier abrite l'association rom « Veliki rit », qui aide les Roms à se loger, à se former et à trouver un emploi. Dans le quartier se trouve la Matica Aškalija, une association culturelle des Ashkalis fondée en 2000. Depuis 2005, le quartier abrite également un lieu de prière de la communauté musulmane.

## Économie
Le long du Temerinski put se trouvent plusieurs entreprises vendant des matériaux de construction et du matériel technique. Au nord du quartier, près de la route européenne E75 (autoroute A1), sont installées les Brasseries unies de Serbie (en serbe : Ujedinjene srpske pivare, qui font partie du groupe Heineken, un Roda megamarket et le siège de la société Mercator–S, la filiale serbe de la chaîne de supermarchés slovène Mercator.

## Transports publics
Le quartier est desservi par les lignes 5, 5N, 30, 31, 32 et 33 de la société de transport municipal JGSP Novi Sad.